# Mountbatten

Stemma del capo della famiglia

Stemma della famiglia Mountbatten

Mountbatten è il nome di famiglia originariamente adottato dal ramo inglese della famiglia Battenberg a causa del sorgere di sentimenti antitedeschi nell'opinione pubblica britannica durante la prima guerra mondiale.

## Origine
Il 14 luglio 1917, il principe Luigi di Battenberg ("Prince Louis I") assunse il cognome Mountbatten (avendo rifiutato una traduzione alternativa in "Battenhill") per se stesso ed i suoi discendenti, e fu fatto marchese di Milford Haven. Il nome è la traduzione dal tedesco di Battenberg, una piccola cittadina nell'Assia. Il titolo di conte di Battenberg e poi di principe di Battenberg fu garantito ad un ramo morganatico del Casato d'Assia-Darmstadt nella metà del XIX secolo.
Il principe Filippo di Grecia e Danimarca, consorte della monarca inglese Elisabetta II, adottò il cognome di Mountbatten dalla famiglia di sua madre nel 1947, sebbene egli sia un membro del Casato di Schleswig-Holstein-Sonderburg-Glücksburg per discendenza patrilineare.

## Titolare attuale del Marchesato
L'attuale capo della famiglia Mountbatten e del marchesato è George Mountbatten, IV marchese di Milford Haven, pronipote del principe Luigi I, nato a Londra il 6 giugno 1961. Ha un figlio di nome Henry, nato nel 1991.

## Membri più noti

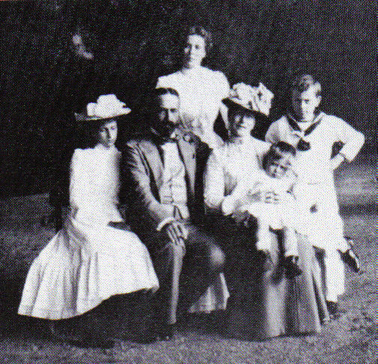
Luigi con la famiglia nel 1902

Anche i figli maschi della principessa Beatrice e del fratello di Luigi, il principe Enrico di Battenberg - il principe Alexander e il principe Leopold - presero il nuovo cognome, con Alexander creato marchese di Carisbrooke.
Tuttavia la figlia maggiore del principe Enrico di Battenberg, la sorella di Carisbrooke, la regina Vittoria Eugenia di Spagna non assunse mai la forma inglese.
I più noti dei discendenti del principe Luigi furono il figlio minore, il Lord Ammiraglio Louis Mountbatten, I conte Mountbatten di Burma ed il nipote, figlio di sua figlia, la principessa Alice di Battenberg: principe Filippo, duca di Edimburgo marito di Elisabetta II, che assunse il cognome "Mountbatten" nel 1947. Un'altra figlia di Luigi I, sorella della principessa Alice e del conte Mountbatten of Burma e zia del duca di Edimburgo, fu la regina Luisa di Svezia.
Prima del suo matrimonio nel 1882, il principe Luigi ebbe una relazione con l'attrice Lillie Langtry. Secondo il nipote del conte Mountbatten di Burma, Luigi era il padre dell'unica figlia della Langtry, Jeanne Marie Langtry, nata qualche mese dopo. Tuttavia, altre fonti indicano un altro padre putativo.

### Mountbatten reali
Nel 1952, al momento dell'ascesa al trono della regina Elisabetta II, c'era la convinzione che alcuni membri della famiglia Mountbatten desiderassero cambiare il nome della dinastia Windsor in Mountbatten.
La regina Mary (la nonna della nuova regina) espresse la sua avversione a questa idea all'allora Primo Ministro Winston Churchill.
L'obiezione della regina Mary era parzialmente basata sul fatto che il principe Filippo era un principe di Grecia e Danimarca per nascita, figlio del principe Andrea di Grecia e solo discendente dalla famiglia Battenberg attraverso sua madre, la principessa Alice di Battenberg. Era un membro del casato sovrano, in origine ducale, dei Schleswig-Holstein-Sonderburg-Glücksburg, che aveva raggiunto lo status regale in Danimarca (1863), Grecia (1863) e Norvegia (1905). Il principe Filippo aveva adottato il cognome con un miglior "suono inglese" di Mountbatten, una traduzione dell'originale nome tedesco di sua madre, solo quando si era unito alla Royal Navy, su consiglio del suo ambizioso zio, il conte Mountbatten. La regina Mary apparteneva anche a quella generazione che considerava un cognome morganatico - la famiglia Battenberg è un ramo morganatico del Casato d'Assia-Darmstadt - da portare come segno, quindi non desiderava affatto che fosse il cognome della casata reale britannica. Il suo atteggiamento può essere stato influenzato dalla sue stesse origini: sebbene la madre della regina Mary fosse una principessa reale britannica, suo padre Francesco, duca di Teck, era il figlio di un matrimonio morganatico, e per la maggior parte della sua vita portò solo il titolo onorifico di Altezza Serenissima. Come tale, era considerato un po' declassato dai rigorosi realisti, qualcosa che può avere infastidito la regina Mary in una certa misura.
Winston Churchill sollevò il problema in Parlamento, dove fu deciso che il nome della Casa Reale dovesse rimanere Windsor, come decretato in perpetuo dal marito della regina Maria, re Giorgio V. Il principio di rigorosa patrilinearità fu applicato nella successione della regina Vittoria, del Casato di Hannover, la cui prole apparteneva al Casato di Sassonia-Coburgo-Gotha o Wettin, dopo il loro padre, il principe Alberto. In questo caso ipotetico, il nome proprio della Casata di Windsor diverrebbe Schleswig-Holstein-Sonderburg-Glücksburg alla successione della regina Elisabetta II da parte di uno dei suoi discendenti.
Tuttavia, sotto un ambiguamente formulato Order-in-Council pubblicato nel 1960, il nome Mountbatten-Windsor è apparentemente il cognome personale di alcuni dei discendenti della regina Elisabetta II e del principe Filippo. Si differenzia dal nome ufficiale della famiglia reale britannica o casa reale, che rimane Windsor.
Il cambio ovviamente non si applica ai membri della famiglia reale che non discendono dal principe Filippo - i duchi di Gloucester e di Kent, per esempio.
L'Ordine vale in particolare per quei discendenti della
regina e del principe Filippo non in possesso di appellativi e titoli reali, ma in pratica è utilizzato da tutti, come esemplificato ai matrimoni del Re Carlo III e della sorella Anna, principessa reale, quando entrambi utilizzarono Mountbatten-Windsor nelle loro iscrizione nei registri matrimoniali.